# Dirty John (serial telewizyjny)

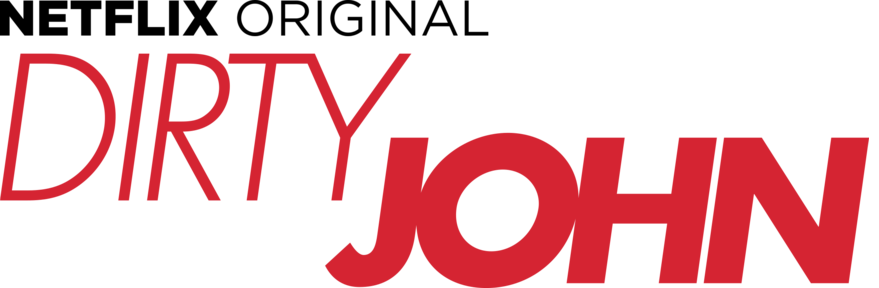
Obraz z serialu telewizyjnego

Dirty John – amerykański antologiczny serial telewizyjny z gatunku true crime, wyprodukowany przez stację telewizyjną Bravo. Scenariusz został oparty na podcaście o takim samym tytule, który z kolei powstał na podstawie serii artykułów autorstwa Christophera Goffarda opublikowanych w Los Angeles Times. Premiera serialu odbyła się 25 listopada 2018 na kanale Bravo, a premiera międzynarodowa na Netfliksie 14 lutego 2019. W rolach głównych występują Eric Bana i Connie Britton. Serial spotkał się z mieszanymi opiniami wśród krytyków.